# Stillwater – Gegen jeden Verdacht
Stillwater – Gegen jeden Verdacht (Originaltitel Stillwater) ist ein US-amerikanischer Thriller von Tom McCarthy, der am 30. Juli 2021 in die US-amerikanischen und am 9. September 2021 in die deutschen Kinos kam.

## Handlung
Der Arbeiter Bill Baker lebt in dem Ort Stillwater im US-Bundesstaat Oklahoma. In früheren Jahren war er Alkoholiker und saß auch bereits im Gefängnis. Er besucht regelmäßig seine Schwiegermutter Sharon, die krank ist und zur Atemunterstützung auf Sauerstoffgabe angewiesen ist. Bills Frau ist schon lange tot. Seine Tochter Allison sitzt in Marseille im Gefängnis. Sie hat dort studiert und soll dort ihre Freundin und Mitbewohnerin Lina getötet haben.
Bill fliegt regelmäßig nach Frankreich und besucht seine Tochter. Dazu quartiert er sich in einem Hotel ein. Während eines Gefängnisbesuchs steckt Allison ihrem Vater einen Brief zu, der an ihre Rechtsanwältin Leparq gerichtet ist. Bill glaubt an die Unschuld seiner Tochter und will ihr helfen. Allison setzt alle Hoffnungen auf diesen Brief.
Bill macht im Hotel die Bekanntschaft der kleinen Maya und ihrer Mutter Virginie, die als Schauspielerin arbeitet. Später trifft er die Anwältin seiner Tochter und übergibt das Schreiben. Die Anwältin rät Bill nach Lektüre des Briefes, dass er seiner Tochter keine falsche Hoffnung machen solle. Sie könne nichts mehr für Allison tun, alle rechtlichen Möglichkeiten seien bereits ausgeschöpft worden.
Wieder zurück im Hotel bittet Bill Virginie den Brief zu übersetzen, da er kein Französisch versteht. Er erfährt, dass Allison von einem Doktor Patrick Okonedo kontaktiert wurde, der an der Universität lehrt, an der auch Allison studierte. Dieser Doktor Okonedo habe von einer Studentin erfahren, dass diese einen gewissen Akim auf einer Party kennengelernt hatte und dieser von sich behauptete, er habe vor Jahren ein Mädchen erstochen und sei deswegen nie belangt worden. Es müsse derselbe Akim sein, der Allisons Freundin Lina getötet hatte. Die DNS dieses Akim müsse mit einer am Tatort sichergestellten DNS verglichen werden, die bislang keiner Person zugeordnet werden konnte. Allison bat in dem Brief weiter, dass ihre Anwältin diesem Hinweis nachgehen solle. Allison habe niemanden sonst, der das tun könne. Ihre Großmutter Sharon sei krank und ihr Vater wäre mit dem Spagat zwischen seinem Beruf, der Pflege seiner Schwiegermutter sowie den Besuchen seiner Tochter überfordert.
Beim nächsten Gefängnisbesuch gibt Bill gegenüber seiner Tochter vor, dass die Anwältin etwas unternehmen wolle. Sie solle sich aber keine falsche Hoffnung machen.
Nach erfolglosen Versuchen einen Privatdetektiv zu finden, der ihm bei der Aufklärung des Falls behilflich sein kann, trifft Bill den ehemaligen Polizisten Dirosa. Dieser erklärt ihm, er könne die DNS besorgen und über seine Kontakte zur Polizei auch den DNS-Vergleich organisieren. Es wäre allerdings nötig, diesen Akim erst einmal zu finden. Seine Dienste würden Bill 12.000 Euro kosten.
Bill lehnt Dirosas Hilfe ab, kontaktiert Okonedo und trifft sich mit ihm in dessen Büro. Okonedo gibt ihm die Telefonnummer der Studentin, die Okonedo seinerzeit die Geschichte über Akim erzählte. Bill bittet Virginie bei dieser Studentin anzurufen und ein Treffen zu vereinbaren. Das Treffen, an dem auch Virginie als Dolmetscherin teilnimmt, kommt zwar an einem öffentlichen Ort zustande, jedoch verläuft es anders als von Bill erhofft. Er erfährt den Aufenthaltsort Akims nicht, weil die Freundin der Studentin das Gespräch aus Angst davor abbricht, dass es sich in ihrem Viertel herumsprechen könne, sie hätten Akim verraten und dieser Umstand zu Problemen für die beiden Mädchen führen könnte.
Beim nächsten Besuch bei Allison, fragt diese ihren Vater, ob er nicht länger in Marseille bleiben könne. Er sagt zu, zieht bei Virginie und Maya ein und schließt das kleine Mädchen bald in sein Herz.
Mit Hilfe von Virginie, die mit Hilfe einer Freundin im Internet recherchiert, kommt Bill an Fotos der besagten Party. Er zeigt diese zusammen mit Virginie, die erneut für ihn übersetzt, in dem Stadtteil, in der seinerzeit Allison wohnte, jedoch ohne Ergebnis. Daraufhin zeigt Bill nun auch Allison die Fotos und sie identifiziert Akim auf einem dieser Bilder. Er zeigt dieses Foto unvorsichtigerweise im Brennpunkt des Wohnkomplexes Kallisté in Marseille und wird bald von einer Gruppe junger Männer zusammengeschlagen. Dabei sieht er auch Akim. Virginie holt Bill vom Krankenhaus ab.
Am nächsten Tag besucht Bill seine Tochter und gesteht ihr, dass deren Anwältin nichts unternehmen wollte. Allison ist zutiefst enttäuscht und wirft ihrem Vater vor, dass Akim nunmehr gewarnt sei und nun keine Chance mehr besteht, ihn durch die Polizei festnehmen zu lassen. Allison will fortan ihren Vater nicht mehr sehen.
In den nächsten vier Monaten arbeitet Bill in Marseille auf dem Bau und wohnt weiter bei Virginie und Maya. Er holt das Mädchen täglich von der Schule ab, kümmert sich um sie und kocht für sie, während Virginie im Theater arbeitet. Maya und er gehen öfter in den Keller, wo das Werkzeug lagert, welches Bill für verschiedene Reparaturen in Virginies Wohnung nutzt. Maya bringt ihm Französisch bei und Bill lehrt ihr Englisch. Die beiden mögen sich sehr und verstehen sich gut.
Die Anwältin Leparq eröffnet Bill, dass Allison für einen Tag das Gefängnis verlassen darf und eine Person nötig sei, die für sie bürgen kann. Er komme dafür als einziger in Frage, obwohl seine Tochter nicht darum gebeten hat. Bill holt seine Tochter vom Gefängnis ab und beide verbringen den Tag miteinander. Allison erzählt Bill von ihrer Liebe zu Lina. Nachmittags bringt er seine Tochter mit zu Virginie und Maya. Allison freundet sich mit den beiden an und hat sofort ein inniges Verhältnis zu Maya. Nachts wird Bill von der Polizei verständigt, dass seine Tochter im Gefängnis einen Selbstmordversuch unternommen hat. Allison überlebt.
Virginie lädt Bill ein, sie bei einer Theaterprobe zu besuchen, damit er sie auf der Bühne sieht. Beide kommen sich danach sehr nahe und schlafen miteinander.
Eines Tages lädt Bill die kleine Maya zu einem Spiel von Olympique Marseille ein, deren Fan die Kleine ist. Als das Spiel abgepfiffen wird, sieht Bill Akim im Stadion und folgt ihm den ganzen Abend mit dem Auto, bis Akim endlich alleine auf der Straße ist. Maya schläft im Wagen, als Bill aussteigt, Akim überwältigt und schließlich entführt. Bill überredet Maya, dass dies ihr Geheimnis bleiben muss und auch Virginie davon nichts erfahren darf. Er versteckt Akim im Heizungskeller. Als er ihm Essen bringt, sagt Akim in gebrochenem Englisch das Wort „Stillwater“ und dass er „die Kette“ geschenkt bekommen habe, um „Lina wegzumachen“. Bill wird misstrauisch und ruft später Sharon an, um sie zu fragen, ob Allison während ihrer Gerichtsverhandlung die Kette angehabt habe, die Bill ihr geschenkt hatte. Sharon kann sich jedoch nicht erinnern.
Bill trifft den ehemaligen Polizisten Dirosa und übergibt diesem eine Haarprobe von Akim. Er zahlt ihm 3000 Euro und stellt denselben Betrag in Aussicht, wenn Dirosa ihm das Ergebnis des DNS-Vergleichs mitteilt. Dirosa wird misstrauisch, als Bill ihm erklärt, dass Akim nicht wieder verschwinden würde.
Schließlich taucht die Polizei bei Bill, Virginie und Maya auf, durchsucht den Keller und befragt die drei. Virginie hat zuvor ohne Bills Wissen Akim befreit. So muss die Polizei unverrichteter Dinge abziehen. Virginie fordert Bill auf, die Wohnung zu verlassen, da er Maya in die gefährliche Entführung hineingezogen hatte.
Allisons Anwältin unterrichtet Bill darüber, dass ein Richter Allison aufgrund neuer Erkenntnisse auf freien Fuß setzt, da die am Tatort gefundene DNS mit der von Akim übereinstimmt. Akim sei jedoch noch nicht gefasst worden.
Zurück in Oklahoma wird Allison als verlorenes Mädchen bereits am Flughafen durch den Bürgermeister öffentlichkeitswirksam herzlich willkommen geheißen. Später fragt Bill seine Tochter nach dem Verbleib der Kette. Allison bricht in Tränen aus und erklärt ihm, dass Lina mit einer anderen Frau geschlafen habe. Sie wollte, dass Lina aus der gemeinsamen Wohnung auszieht, weswegen sie Akim angeheuert habe. Sie habe jedoch nicht gewollt, dass Lina durch Akim sterbe. Bill versichert seiner Tochter, dass er niemals von ihr denken würde, sie sei ein Monster.
Als beide eines Morgens auf der Veranda vor seinem Haus sitzen und Allison meint, es habe sich in Stillwater nichts verändert, sagt Bill: „Nein, Ally. Finde ich nicht. Alles sieht für mich anders aus. Ich kann kaum noch etwas wiedererkennen.“

## Produktion

### Filmstab

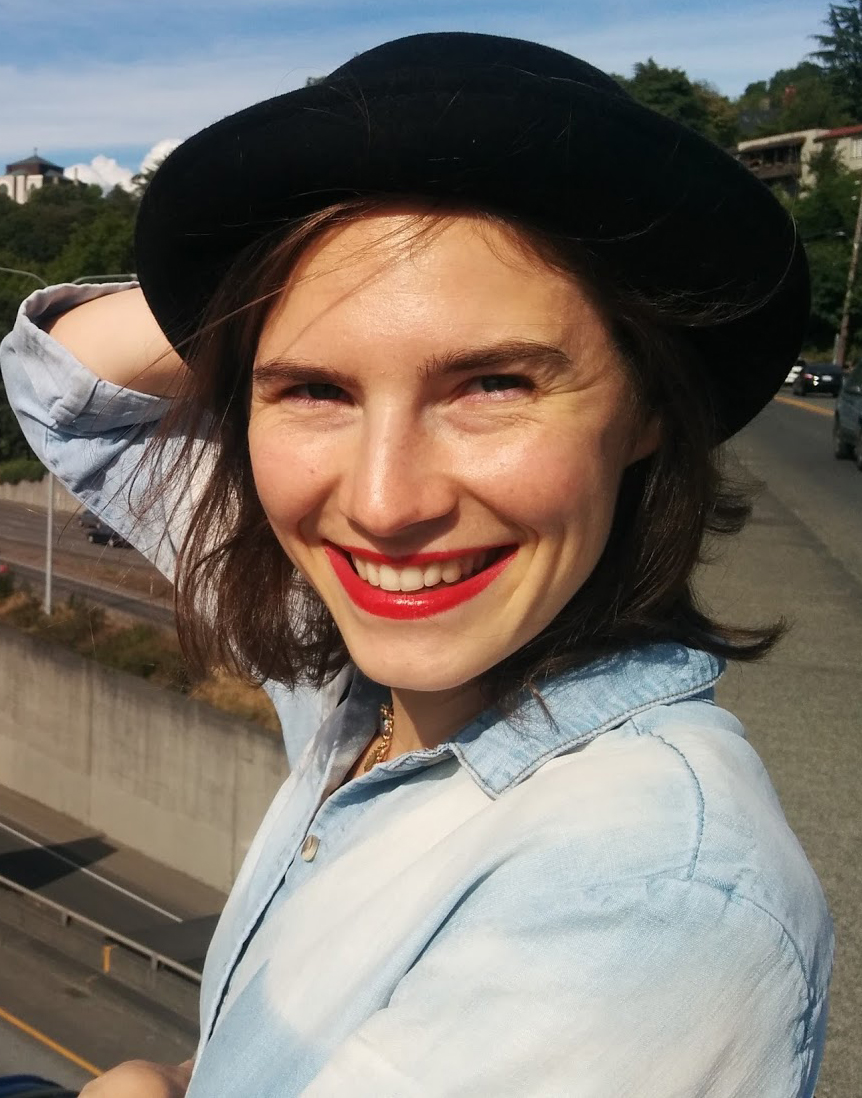
Der Film ist von dem Fall Amanda Knox inspiriert

Regie führte Tom McCarthy, der gemeinsam mit Thomas Bidegain, Noé Debré und Marcus Hinchey auch das Drehbuch schrieb. Stillwater wurde vom Fall Amanda Knox inspiriert. Die 2009 in Perugia für die Ermordung ihrer Mitbewohnerin verurteilte US-Amerikanerin wurde nach vier Jahren Gefängnis freigesprochen. Als Angeklagte im Mordfall Meredith Kercher wurde die Studentin im Dezember 2009 wegen Mordes zu 26 Jahren Haft verurteilt.

### Dreharbeiten
Die Dreharbeiten fanden in verschiedenen Orten in Oklahoma – Arcadia, Chickasha, El Reno, Guthrie und der titelgebenden Stadt Stillwater – sowie in Marseille statt. Als Kameramann fungierte Masanobu Takayanagi, mit dem McCarthy zuletzt bei Spotlight (2015) und Timmy Flop: Versagen auf ganzer Linie (2020) zusammengearbeitet hatte.

### Filmmusik und Veröffentlichung
Die Filmmusik komponierte Mychael Danna. Das Soundtrack-Album mit insgesamt 27 Musikstücken wurde am 30. Juli 2021 von Back Lot Music als Download veröffentlicht.
Der Film sollte am 6. November 2020 in ausgewählte US-Kinos kommen und zwei Wochen später landesweit starten. Die Veröffentlichung wurde jedoch verschoben, und der Film kam am 30. Juli 2021 in die US-amerikanischen Kinos. Nachdem der deutsche Kinostart zwischenzeitlich bereits am 22. Juli 2021 vorgesehen gewesen war, erfolgte dieser schließlich am 9. September 2021. Zuvor erfolgten Vorstellungen bei den Internationalen Filmfestspielen von Cannes, bei denen der Film außer Konkurrenz gezeigt wurde. Anfang September 2021 wurde er beim Festival des amerikanischen Films in Deauville vorgestellt.

## Rezeption

### Kritiken
Von den bei Rotten Tomatoes erfassten Kritiken sind 75 % positiv.
Christian Schröder vom Tagesspiegel beschreibt den Film von Tom McCarthy als eine Mischung aus Sozialdrama und Krimi, vor allem aber sei er das Porträt eines Mannes, der wieder im Leben Tritt zu fassen versucht. Matt Damon spiele diesen großartig, mit einer Schwere, die nicht nur am Körpergewicht liege, das er für die Rolle zugelegt hat, und einer Minimal-Mimik, die kaum einmal eine Gefühlsregung anzeigt.
„Der mit den Erwartungen des Publikums spielende Film erzählt vom Straucheln eines ebenso fürsorglichen wie beziehungsunfähigen Vaters auf der Suche nach dem Familienglück“, resümiert die Redaktion des Filmdienstes. „Dabei verschreibt er sich nicht naheliegenden Thriller-Momenten, sondern nimmt menschliche Tragödien und kleine Hoffnungsschimmer in den Blick“, betont die Redaktion und vergibt drei von fünf möglichen Punkten.

### Altersfreigabe
In den USA erhielt der Film von der MPAA ein R-Rating, was einer Freigabe ab 17 Jahren entspricht.

### Auszeichnungen
Hollywood Music in Media Awards 2021
- Nominierung für die Beste Filmmusik – Feature Film (Mychael Danna)[13]